# فئة خمسة سنتافو فلبيني
خمس سنتيمو (5 سنت) هي ثاني أقل عملة معدنية من فئة البيزو الفلبيني بعد سنتيمو الواحد.

## تاريخ

### ما قبل الاستقلال

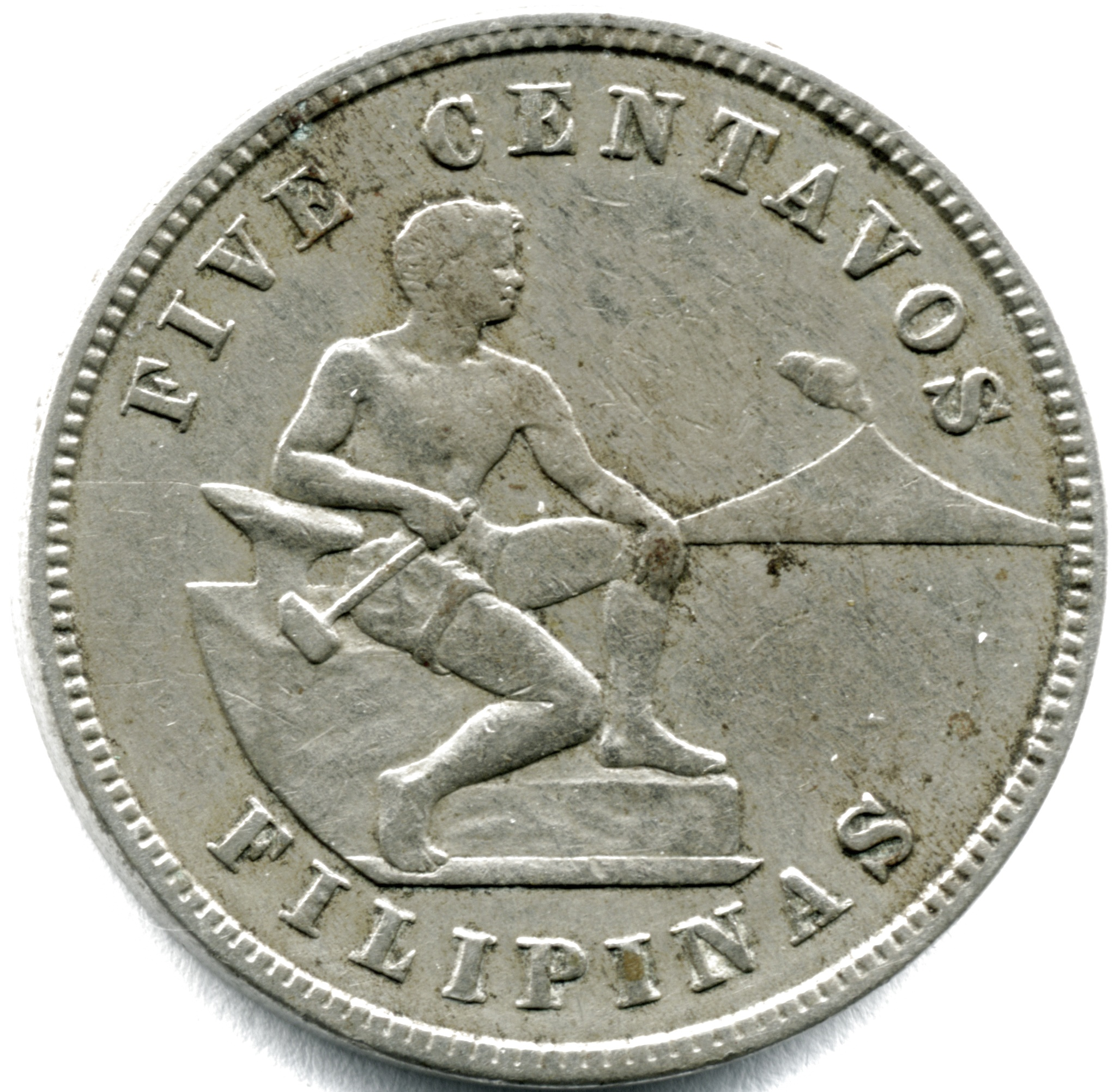
5 سنتافو صدرت في 1903-1928

لم يتم تداول أي عملة بقيمة 1/20 من البيزو أثناء الحكم الإسباني للفلبين، عندما كانت العملة المعدنية فئة 10 سنتيمو هي أدنى فئة من البيزو الفلبيني. ومع ذلك، قبلت العملة الفضية المكسيكية فئة 5 سنتافو (1/20 بيزو) في الفلبين بنفس القيمة. سكت خمسة سنتافو أول مرة في عام 1903، وهو العام الأول لسك العملة أثناء الحكم الأمريكي للبلاد، والتي بدأ التداول بها بعد الحرب الأمريكية الإسبانية. كانت صور العملة مطابقة لتلك الخاصة بعملة النصف سنتافو وسنتافو واحد. يُظهر الوجه مواطنًا يحمل مطرقة، وبركانًا بعيداً، واسم العملة المعدنية فوقه، ونقش "فلبين" أسفله. ظهر على الجانب الآخر شعار النبالة الأمريكي، ويدور حوله نقش "الولايات المتحدة الأمريكية". كانت سنة الإصدار تحت شعار النبالة. آخر سك لهذه العملة كان في عام 1928. وسك نسخة أصغر بين عامي 1930 و1935، وفي عام 1937 غُير شعار النبالة إلى شعار فلبيني وصدرت هذه العملة حتى عام 1945.

### استقلال

#### سلسلة باللغة الإنجليزية
في عام 1958، استؤنف سك السنتافو بشعار آخر على ظهره. وغير النقش الموجود حول شعار النبالة إلى "البنك المركزي الفلبيني".

#### سلسلة فلبينية
في عام 1969، ظهرت العملة باللغة التاغالوغية لأول مرة. ظهر على وجهها ميلشورا أكينو في الجانب الأيمن، وهي ثورية فلبينية أصبحت تُعرف باسم "تاندانغ سورا" (بالإنجليزية: "Elder Sora") بسبب عمرها ومساهماتها. ونقش حول الدرع "Republika ng Pilipinas".

#### سلسلة أنج باجونج ليبونان
سك عملة ثانية ذات حافة أسقلوب ذات ثمانية رؤوس تظهر أكينو في الفترة من 1975 إلى 1983. تميزت الإصدارات من عام 1979 إلى عام 1982 بعلامة السك أسفل السنتافو الخمسة.

#### سلسلة النباتات والحيوانات
من عام 1983 إلى عام 1994، أصبحت العملة مستديرة وفضية اللون.

#### سلسلة عملات BSP
صدرت عملة خمسة سنتيمو عام 1995، وسكت من الفولاذ المطلي بالنحاس، ونظرًا لانخفاض قوتها الشرائية (سعر الصرف في نوفمبر 2014 يمنحها قيمة 0.0011 دولار أمريكي ، 0.0007 جنيه إسترليني ، 0.000878 يورو ، 0.031 بات تايلاندي ) تُستخدم العملة بشكل شائع كزينة لسلسلة المفاتيح.

#### سلسلة العملات المعدنية للجيل الجديد
صدر هذا العدد في عام 2018، ويصور على وجه العملة التمثيل المنمق للعلم الفلبيني والنجوم الثلاثة والشمس واسم الجمهورية والمذهب وسنة الإصدار.

### تاريخ النسخ
|     | سلسلة باللغة الإنجليزية (1958-1967) | سلسلة فلبينية (1969–1974) | سلسلة أنج باجونج ليبونان (1975–1983) | سلسلة النباتات والحيوانات (1983-1994) | سلسلة عملات BSP (1995–2017) | سلسلة العملات المعدنية للجيل الجديد (2018 إلى الوقت الحاضر) |
| --- | ----------------------------------- | ------------------------- | ------------------------------------ | ------------------------------------- | --------------------------- | ----------------------------------------------------------- |
| وجه |                                     |                           |                                      |                                       |                             |                                                             |
| عكس |                                     |                           |                                      |                                       |                             |                                                             |